# Anders Anundsen

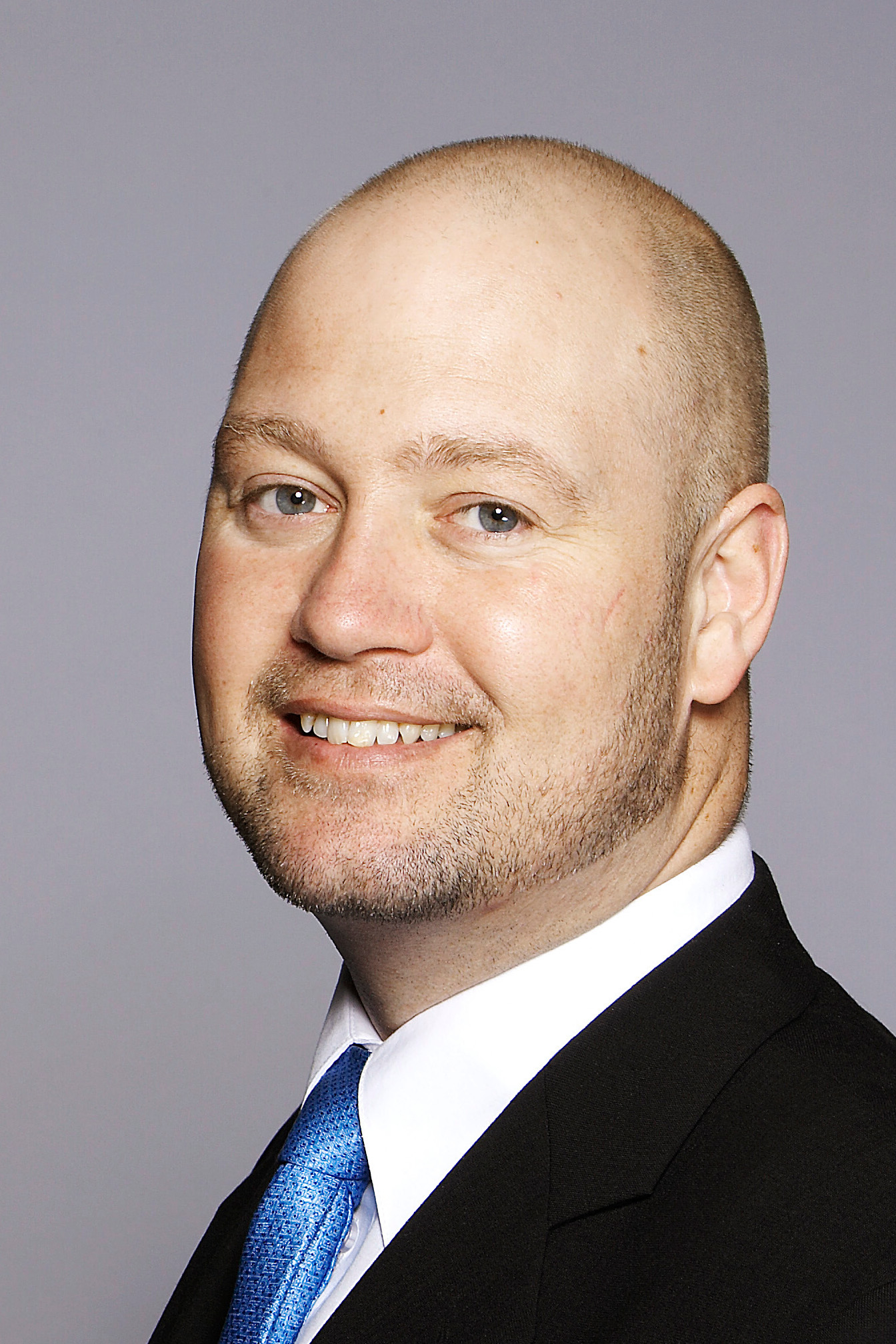
Anders Anundsen.

Anders Anundsen (nacido el 17 de noviembre de 1975) es un político noruego del Partido del Progreso. 
Nacido en la localidad noruega de Stavern, Anundsen fue elegido para el Parlamento noruego por el condado de Vestfold en 2005. Él había ocupado previamente el cargo de representante suplente durante el período 1997-2001. Ha ocupado diversos cargos en el concejo del municipio de Larvik, de 1999 y 2007. Entre 1995 a 2007 fue también miembro del consejo de la provincia de Vestfold. Fue presidente de la Juventud del Partido del Progreso en 1996 y entre 1998 y 1999. Entre 2013 y 2016 fue ministro de Justicia, Seguridad Pública e Inmigración en el gobierno noruego liderado por Erna Solberg.